# Trophée DeMarco-Becket
Le trophée DeMarco–Becket (DeMarco–Becket Memorial Trophy) est un trophée remis depuis 1974 au meilleur joueur de ligne offensive de la division Ouest de la Ligue canadienne de football (LCF), choisi parmi les candidats proposés par chaque équipe de la division. C'est le gagnant de ce trophée, ou celui du trophée Léo-Dandurand pour la division Est, qui sera choisi joueur de ligne offensive par excellence de la LCF. Le trophée est un don des familles de Mel Becket (en) et Mario DeMarco (en), deux joueurs vedettes des Roughriders de la Saskatchewan qui furent parmi les victimes de l'écrasement du vol 810 de la Trans-Canada Air Lines (en) sur le mont Slesse (en) le 9 décembre 1956.
En 1995, unique année où les divisions Est et Ouest ont été remplacées par les divisions Nord et Sud, le trophée a été attribué au meilleur joueur de ligne offensive de la division Nord.
De 1957 à 1973, le trophée DeMarco–Becket était attribué au meilleur « joueur de ligne », ce qui incluait autant les joueurs défensifs que les joueurs de ligne offensive. Le titre de « Meilleur joueur de ligne de la division Ouest », dont le vainqueur était en compétition pour le trophée Schenley du meilleur joueur de ligne, était distinct mais il arrivait fréquemment que le même joueur emporte les deux titres.

## Lauréats
Pour la signification des abréviations, voir Glossaire des positions au football canadien.
- 1957 - Art Walker (AD), Eskimos d'Edmonton
- 1958 - Don Luzzi (PD), Stampeders de Calgary
- 1959 - Art Walker (PD), Eskimos d'Edmonton
- 1960 - Frank Rigney (BL), Blue Bombers de Winnipeg
- 1961 - Frank Rigney (BL), Blue Bombers de Winnipeg
- 1962 - Tom Brown (SEC), Lions de la Colombie-Britannique
- 1963 - Tom Brown (SEC), Lions de la Colombie-Britannique
- 1964 - Tom Brown (SEC), Lions de la Colombie-Britannique
- 1965 - Dick Fouts (AD), Lions de la Colombie-Britannique
- 1966 - Wayne Harris (SEC), Stampeders de Calgary
- 1967 - John LaGrone (PD), Eskimos d'Edmonton
- 1968 - Ed McQuarters (PD), Roughriders de la Saskatchewan
- 1969 - Ed McQuarters (PD), Roughriders de la Saskatchewan
- 1970 - Greg Pipes (PD), Eskimos d'Edmonton
- 1971 - Wayne Harris (SEC), Stampeders de Calgary
- 1972 - John Helton (PD), Stampeders de Calgary
- 1973 - Ray Nettles (SEC), Lions de la Colombie-Britannique
- 1974 - Curtis Wester (G), Lions de la Colombie-Britannique
- 1975 - Charlie Turner (BL), Eskimos d'Edmonton
- 1976 - Al Wilson (C), Lions de la Colombie-Britannique
- 1977 - Al Wilson (C), Lions de la Colombie-Britannique
- 1978 - Al Wilson (C), Lions de la Colombie-Britannique
- 1979 - Mike Wilson (BL), Eskimos d'Edmonton
- 1980 - Mike Wilson (BL), Eskimos d'Edmonton
- 1981 - Larry Butler (G), Blue Bombers de Winnipeg
- 1982 - Lloyd Fairbanks (BL), Stampeders de Calgary
- 1983 - John Bonk (C), Blue Bombers de Winnipeg
- 1984 - John Bonk (C), Blue Bombers de Winnipeg
- 1985 - Nick Bastaja (BL), Blue Bombers de Winnipeg
- 1986 - Roger Aldag (en) (G), Roughriders de la Saskatchewan
- 1987 - Bob Poley (C), Stampeders de Calgary
- 1988 - Roger Aldag (en) (G), Roughriders de la Saskatchewan
- 1989 - Rod Connop (en) (C), Eskimos d'Edmonton
- 1990 - Jim Mills (en) (BL), Lions de la Colombie-Britannique
- 1991 - Jim Mills (BL), Lions de la Colombie-Britannique
- 1992 - Vic Stevenson (BL), Roughriders de la Saskatchewan
- 1993 - Bruce Covernton (BL), Stampeders de Calgary
- 1994 - Rocco Romano (G), Stampeders de Calgary
- 1995 - Jamie Taras (G), Lions de la Colombie-Britannique
- 1996 - Rocco Romano (G), Stampeders de Calgary
- 1997 - Fred Childress (en) (G), Stampeders de Calgary
- 1998 - Fred Childress (G), Stampeders de Calgary
- 1999 - Jamie Taras (C), Lions de la Colombie-Britannique
- 2000 - Andrew Greene (en) (G), Roughriders de la Saskatchewan
- 2001 - Jay McNeil (G), Stampeders de Calgary
- 2002 - Bruce Beaton (BL), Eskimos d'Edmonton
- 2003 - Andrew Greene (en) (G), Roughriders de la Saskatchewan
- 2004 - Gene Makowsky (BL), Roughriders de la Saskatchewan
- 2005 - Gene Makowsky (BL), Roughriders de la Saskatchewan
- 2006 - Rob Murphy (en) (G), Lions de la Colombie-Britannique
- 2007 - Rob Murphy (G), Lions de la Colombie-Britannique
- 2008 - Gene Makowsky (BL), Roughriders de la Saskatchewan
- 2009 - Ben Archibald (en) (BL), Stampeders de Calgary
- 2010 - Ben Archibald (BL), Stampeders de Calgary
- 2011 - Jovan Olafioye (en) (BL), Lions de la Colombie-Britannique
- 2012 - Jovan Olafioye (BL), Lions de la Colombie-Britannique
- 2013 - Brendon LaBatte (en) (G), Roughriders de la Saskatchewan
- 2014 - Brett Jones (en) (C), Stampeders de Calgary
- 2015 - Jovan Olafioye (BL), Lions de la Colombie-Britannique
- 2016 - Derek Dennis (en) (BL), Stampeders de Calgary
- 2017 - Stanley Bryant (en) (BL), Blue Bombers de Winnipeg
- 2018 - Stanley Bryant (BL), Blue Bombers de Winnipeg
- 2020 - Saison annulée
- 2021 - Stanley Bryant (BL), Blue Bombers de Winnipeg
- 2022 - Stanley Bryant (BL), Blue Bombers de Winnipeg[1]
- 2023 - Jermarcus Hardrick (en) (LO), Blue Bombers de Winnipeg[2]
- 2024 - Logan Ferland (en) (LO), Roughriders de la Saskatchewan[3]

## Finalistes de la division Ouest pour letrophée Schenley du meilleur joueur de ligneavant 1974
Pour la signification des abréviations, voir Glossaire des positions au football canadien.
| - 1955 - Martin Ruby, Saskatchewan et Dale Meinert, Edmonton - 1956 - Buddy Alliston (SEC/G), Blue Bombers de Winnipeg - 1957 - Art Walker (BL/PD), Eskimos d'Edmonton - 1958 - Don Luzzi (PD), Stampeders de Calgary - 1959 - Roger Nelson (BL), Eskimos d'Edmonton - 1960 - Herb Gray (AD), Blue Bombers de Winnipeg - 1961 - Frank Rigney (BL), Blue Bombers de Winnipeg - 1962 - Wayne Harris (SEC), Stampeders de Calgary - 1963 - Tom Brown (SEC), Lions de la Colombie-Britannique - 1964 - Tom Brown (SEC), Lions de la Colombie-Britannique | - 1965 - Wayne Harris (SEC), Stampeders de Calgary - 1966 - Wayne Harris (SEC), Stampeders de Calgary - 1967 - Ed McQuarters (PD), Roughriders de la Saskatchewan - 1968 - Ted Urness (C), Roughriders de la Saskatchewan - 1969 - John LaGrone (PD), Eskimos d'Edmonton - 1970 - Wayne Harris (SEC), Stampeders de Calgary - 1971 - Wayne Harris (SEC), Stampeders de Calgary - 1972 - John Helton (PD), Stampeders de Calgary - 1973 - Ray Nettles (SEC), Lions de la Colombie-Britannique |